# أبوسوم الدلتا رباعي العيون
أبوسوم الدلتا رباعي العيون (الاسم العلمي:Philander deltae)، هو نوع من الأبوسوم يتواجد في منطقة دلتا نهر أورينوكو في فنزويلا.